# 상륙 작전
상륙 작전(영어: landing operation)은 군사상의 전술로 과거 해상으로부터 배를 통하여 적지에 상륙하여 기동하는 공격 작전의 한 형태로 발전하였다.
상륙은 배에서 육지로 오른다는 의미이지만 현재는 공수부대가 비행기와 낙하산을 이용해 공중강하 또는 공수낙하를 하여 적지에 투입되는 공수 작전 및 헬리콥터를 이용해 적지에 투입되는 공중 강습 (air assault)도 넓은 의미의 상륙 작전에 포함된다고 볼 수 있다.

## 해상을 통한 상륙 작전
- 노르망디 상륙 작전
- 인천 상륙 작전

## 같이 보기
- 수륙양용전
- 교두보
- 노르망디 상륙